# 1868 en Italie
Chronologie de l'Italie
- 1864
- 1865
- 1866
- 1867
- 1868
- 1869
- 1870
- 1871
- 1872

Chronologie de l'Europe

## Événements
- 5 janvier : gouvernement Menabrea II (fin le 13 mai 1869)[1].
- 14 janvier : le ministre de l’Instruction Emilio Broglio (it) nomme une commission présidée par Alessandro Manzoni à laquelle il confie le mandat de « rechercher et de proposer toutes les mesures et tous les moyens par lesquels l’on puisse favoriser et rendre plus universelle dans le peuple la diffusion de la bonne langue et de la bonne prononciation »[2].

- 29 février : le pape Pie IX publie le Non expedit (Il ne convient pas), un décret qui interdit aux catholiques italiens de participer aux élections[3].
- 2 mai : le pape Pie IX approuve l'Action catholique italienne par le bref apostolique Dum filii Belial[4].

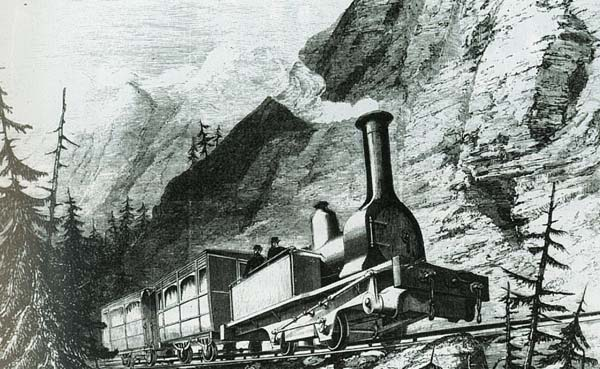
Chemin de fer du Mont-Cenis.

- 15 juin : ouverture au trafic du chemin de fer du Mont-Cenis dans les Alpes[5]. Turin est à une journée de Paris.
- 7 juillet : promulgation de la loi sur la taxe sur la farine[6]. La lutte contre le « brigandage », la guerre avec l’Autriche et les importants travaux publics ont créé un important problème budgétaire. Le ministre des Finances Quintino Sella mène une sévère politique d’austérité pour atteindre l’équilibre. Il introduit une taxe sur la farine (macinato (it)), facilement perçue, qui frappe les classes les moins favorisées, notamment dans le sud (entrée en vigueur le 1er janvier 1869).

## Culture

### Littérature
- Mefistofele, opéra d'Arrigo Boito est créé à la Scala de Milan[7].

## Naissances en 1868
- 5 décembre : Luciano Zùccoli (nom de plume de Luciano von Ingenheim), écrivain et journaliste italien d'origine suisse. († 26 novembre 1929)

## Décès en 1868
- 22 mai : Maria Domenica Brun Barbantini, 79 ans, religieuse, fondatrice de la congrégation religieuse des Sœurs ministres des malades de saint Camille, béatifiée par le pape Jean Paul II en 1995. (° 17 janvier 1789)
- 12 décembre : Giovanni Corti, 72 ans, évêque de Mantoue, patriote de l'Unité italienne, de tendance libérale, opposé à l'occupation autrichienne. (° 14 avril 1796)
- 14 décembre : Mario Aspa, 73 ans, compositeur de la période romantique, auteur de 42 opéras. (° 18 octobre 1795)